# Turbanella corderoi
Turbanella corderoi är en djurart som tillhör fylumet bukhårsdjur, och som beskrevs av Dioni 1958. Turbanella corderoi ingår i släktet Turbanella och familjen Turbanellidae. Inga underarter finns listade i Catalogue of Life.